# Markör (datorgrafik)

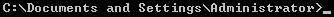
Textmarkören inom Windows Kommandotolk syns som en understrykning på platsen för nästa inmatade tecken.

En markör (uttal: /mar'kœ:r/) är inom datorgrafik en användarstyrd visare/pekare. Den kan styras med hjälp av pekdon eller tangentbord.

## Två sorters markörer
Inom grafiska gränssnitt för ordbehandling finns ofta två markörer, där den ena (muspekare; engelska: (mouse) pointer) styrs med pekdonet och den andra (textmarkör; engelska: cursor) anger var någonstans insättningspunkten finns i fältet för ordbehandling.

### Textmarkör
Markören som markerar insättningspunkten i en text visas ofta som ett lodrätt streck (mellan tecken). Den kan också (särskilt inom programmering eller i äldre datorsystem) visas som en färginverterad ruta eller understrykning (på platsen för ett tecken). För varje tecken eller tangentbordskommando som matas in i texten flyttas insättningspunkten till en ny plats på skärmen.

Två vanliga typer av muspekare (här förstorade).

### Muspekare
Den bildskärmsmarkör som styrs av pekdon kallas på svenska ofta muspekare. Namnet tillkom eftersom markören till att börja med endast kunde styras just av datormöss (samt piltangenter) på de nyuppfunna grafiska gränssnitten under tidigt 1980-tal (på operativsystem från företag som Xerox, Apple och Microsoft). Under senare decennier har allt fler olika sätt att styra "muspekarna" uppfunnits, inklusive styrkulor, styrpinnar, spakar, styrplattor, styrpennor och tryckkänsliga skärmar (där man flyttar markören genom att trycka och dra på själva skärmytan).
Muspekaren syns ofta som en pekande hand eller pil (bland annat i OS X och Windows). Den kan dock få olika utseenden beroende på program och placering. I program för bildbehandling förändras i regel pekarens utseende beroende på vilket verktyg som är valt.
En muspekare kan i många tillfällen göras osynlig. Detta är vanligt när datoranvändaren exempelvis visar film på skärmen i fullskärmsläge. Även då kan muspekaren aktiveras och synliggöras genom att användaren ger ett rörelsekommando med sitt pekdon.

## Etymologi
Ordet markör kommer av motsvarande franska marqueur (efter marquer, 'markera').